# Diaulomorpha calvaria
Diaulomorpha calvaria is een vliesvleugelig insect uit de familie Eulophidae. De wetenschappelijke naam is voor het eerst geldig gepubliceerd in 1955 door De Santis.